# هادف سيف
هادف سيف (مواليد 17 فبراير 1985، لاعب كرة قدم إماراتي يجيد اللعب في الدفاع .
كانت بداياته مع نادي الإمارات وانتقل إلى نادي النصر عام 2009 و عاد في عام 2010 إلى نادي الإمارات .

## روابط خارجية
- هادف سيف على موقع Soccerway.com (الإنجليزية)